# Порт Тяньцзиня
Порт Тяньцзиня располагается к западу от Бохайского залива в устье реки Хайхэ. Находится в 170 километрах на юго-востоке от Пекина и на востоке от города Тяньцзиня.
Глубина в районе акватории переднего края причала Тяньцзиньского порта достигает 18,8 м, что позволяет принимать суда водоизмещением 300 тыс. т при неполной загрузке. Успешная реализация данного проекта, объём капиталовложений в который составил 35 млн юаней, позволит этому северо-китайскому порту дополнительно увеличить пропускную способность на 2 млн т.
Порт имеет установленные торговые связи с 400 портами в 180 странах и регионах по всему миру. Порт включает в себя зону свободной торговли площадью 5 км².

## История
Нижнее течение и эстуарий Хайхэ является основным каналом большого судоходного бассейна, а также самым западным побережьем Северо-Китайской равнины, и здесь были крупные порты, по крайней мере, со времен конца династии Восточная Хань. Речной порт на стыке Большого канала служил как внутренним портом, так и морским портом, снабжающим северо-восточную границу китайских государств. С 1153 года он был важным центром снабжения для того, что сейчас является Пекином.
Однако только после завершения Второй опиумной войны в 1860 году порт Тангу стал важным перевалочным центром, позволяя океанским кораблям разгружать свои грузы и пересекать очень мелкую песчаную косу, преграждающую вход в Хайхэ, бар Таку (大沽 坝 - название этого барьера часто использовалось иностранными державами для обозначения всего порта).

## Грузооборот
Грузооборот порта по годам (млн т):
- 2004: 206,161
- 2005: 254,1
- 2006: 257,6
- 2007: 309,465
- 2011: 450

## Значение
Порт Тяньцзинь, считается третьим по величине портом в Китае (после портов Нинбо-Чжоушань и Шанхай) и шестым по величине портом по обработки контейнеров. Из этого порта, суда ходят в более чем 600 портов, 180 стран мира. Расположен на более чем 115 маршрутах контейнерных лайнеров, которые обслуживают около 60 судоходных компаний, включая 20 крупнейших.

## Геофизическая обстановка
В прибрежной зоне муниципалитета Тяньцзинь до застройки преобладали илы, солончаки и прибрежные отмели. Эта прибрежная зона широкая и пологая: изобата 0 м (приливная отмели) простирается на 3-8 км от берега с уклоном 0,71-1,28 %, изобата − 5 м простирается на 14-18 км от берега, а изобата — 5 м простирается на 14-18 км от берега. Изобата — 10 м достигает 22-36 км от берега. Эти особенности делают глубоководную навигацию зависимой от обширных дноуглубительных работ, а это означает, что мелиорация земель является экономически эффективным вариантом для строительства. Порт Тяньцзинь по необходимости в значительной степени создан руками человека путем дноуглубительных работ и рекультивации.

## Происшествия
12 августа 2015 года на территории порта вследствие пожара произошёл мощный взрыв; более 100 человек погибли, более 700 получили ранения.